# Chaouki Dayf
Chaouki Dayf, de son nom complet Ahmad Chaouki Abdassallam Dayf (arabe : أحمد شوقي عبد السلام ضيف), est un linguiste et littérateur égyptien, né le 13 janvier 1910 dans le village d'Awlâd Hammâm, dans le gouvernorat de Damiette, et mort le 10 mars 2005 au Caire. Ses nombreux travaux sur les différents domaines de la littérature arabe privilégient une approche objective du patrimoine littéraire arabe. Il a été président de l'Académie arabe du Caire de 1996 à 2005.
Il est notamment l'auteur d'une monumentale Histoire de la littérature arabe, qui reste un ouvrage de référence pour la littérature arabe classique à l'Université d'al-Azhar.

## Ses travaux
Chaouki Dayf a publié une cinquantaine de livres, dont le plus connu est sans doute son Histoire de la littérature arabe (arabe : تاريخ الأدب العربي). Elle lui a demandé trente ans de travail et aborde, dans un style scientifique et objectif, quinze siècles de production littéraire, en poésie et en prose, de la Jâhiliyya à l'époque contemporaine. Certains tomes de cet ouvrage ont été réédités plus de 30 fois.
Parmi les faiblesses de cette œuvre :
1. Elle applique à l'histoire littéraire les découpages politiques de l'histoire, ce qui ne convient que rarement à l'analyse des évolutions littéraires[2].
2. Dayf considère l'apparition de l'islam comme une rupture radicale dans la production littéraire arabe[3], ce qu'on a plutôt tendance à nuancer aujourd'hui[4].

Néanmoins, son Histoire reste une référence solide quant aux données factuelles de l'histoire littéraire arabe. L'approche critique de l'auteur intervient surtout dans les biographies, par ailleurs très détaillées, des poètes et des prosateurs. Chaque tome commence par une contextualisation sociale, économique, politique et intellectuelle de l'époque ou de l'aire considérée.
On compte également au nombre de ses travaux importants une édition critique de Al-Radd calâ l-nuḥât (Réponse aux grammairiens), d'Ibn Maḍâ', érudit andalou du XIIe siècle qui discute des points de la grammaire arabe compliquant inutilement sa compréhension. L'édition de cet ouvrage classique revient, pour Chaouki Dayf, à attirer l'attention sur l'ancienneté du débat sur la réforme grammaticale de l'arabe littéral, auquel il a activement participé en Égypte en plaidant pour la simplification de l'arabe classique contemporain.

## Titres et distinctions
Chaouki Dayf était membre de l'Académie arabe de Syrie et membre d'honneur de l'académie jordanienne et de l'académie irakienne.
Il a été distingué par de nombreux prix, dont le Prix Moubarak pour la littérature en 2003 (Égypte), le Prix national du mérite pour la littérature en 1979 (Égypte), le Prix international du roi Fayçal pour la littérature arabe en 1983 (Arabie saoudite).